# Sclerotium medullare
Sclerotium medullare är en svampart som beskrevs av Schwein. 1832. Sclerotium medullare ingår i släktet Sclerotium och riket svampar.   Inga underarter finns listade i Catalogue of Life.